# Qumran

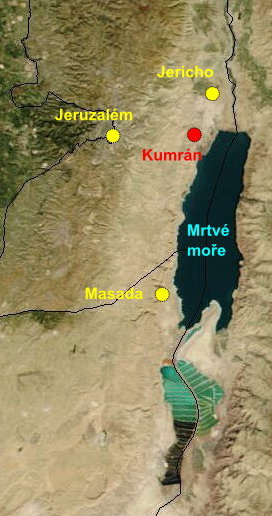
Qumran

De ruïnes van het dorpje Qumran of Kirbet Qumran (Hebreeuws: חירבת קומראן, Arabisch: خربة قمران - Khirbet Qumran) liggen op de Westelijke Jordaanoever, ongeveer anderhalve kilometer van de noordwestoever van de Dode Zee, en worden beheerd als een nationaal park van Israël. In de buurt van de ruïnes bevinden zich elf grotten, waarin de Dode Zee-rollen zijn gevonden, waaronder zich, naast afschriften van niet-Bijbelse religieuze boeken, de oudst bekende handschriften van het Oude Testament bevinden. In het algemeen wordt aangenomen dat de bewoners de rollen in de grotten hadden verborgen.

## Fases van bewoning
Bij opgravingen op de locatie van de ruïnes van het dorpje zijn sporen van bewoning in de volgende periodes aangetroffen:
- Fase 1

Late IJzertijd II, ca 630-580 v.Chr., was er een versterkte nederzetting, die waarschijnlijk een functie had bij de ontsluiting van het gebied rond de Dode Zee.
- Fase 2

Rond 100 v.Chr. wordt, in het kader van de toenemende macht van de Hasmoneeën een versterkt domein ingericht voor de landbouw in de regio. De cisternen en waterbekkens horen bij deze periode en de meeste hadden geen bijzondere religieuze functie.
- Fase 3

In de hieropvolgende fase treedt tijdens de regering van Herodes de Grote een forse groei op van de nederzetting. De nederzetting werd (waarschijnlijk in 31 v.Chr.) verwoest door een aardbeving. Na enkele tientallen jaren werd deze weer herbouwd en bewoond tot 68 n.Chr., toen de Romeinen, op weg naar Jeruzalem de nederzetting verwoestten.
- Fase 4

Tot 106 lag er nog een kleine Romeinse bezetting. Toen werd het gebied onderdeel van de provincie Arabia. Mogelijk heeft Qumran nog een rol gespeeld tijdens de Bar Kochba-opstand.

## Qumran-sekte
Er is algemene consensus in de wetenschappelijke wereld dat tussen ongeveer 140 v.Chr. en 68 n.Chr. de nederzetting werd bewoond door een tak van de Essenen. Deze wordt "Qumran-sekte" of ook wel "Dode Zee-sekte" genoemd en was een soort kloosterorde. Verschillende Dode Zee-rollen beschrijven hun kloosterregels, zoals de "Gemeenschapsregel" (1QS), de "Regel van de Gemeente" (1QSa) en de "Regel van de Zegenspreuken" (1QSb). Na de eerste opgravingen was de schatting dat er tussen de 150 en 200 inwoners zouden hebben gewoond. Recenter onderzoek suggereert een inwonersaantal tussen de 300 en 400.

### Alternatieve theorieën
Kloostersekte?

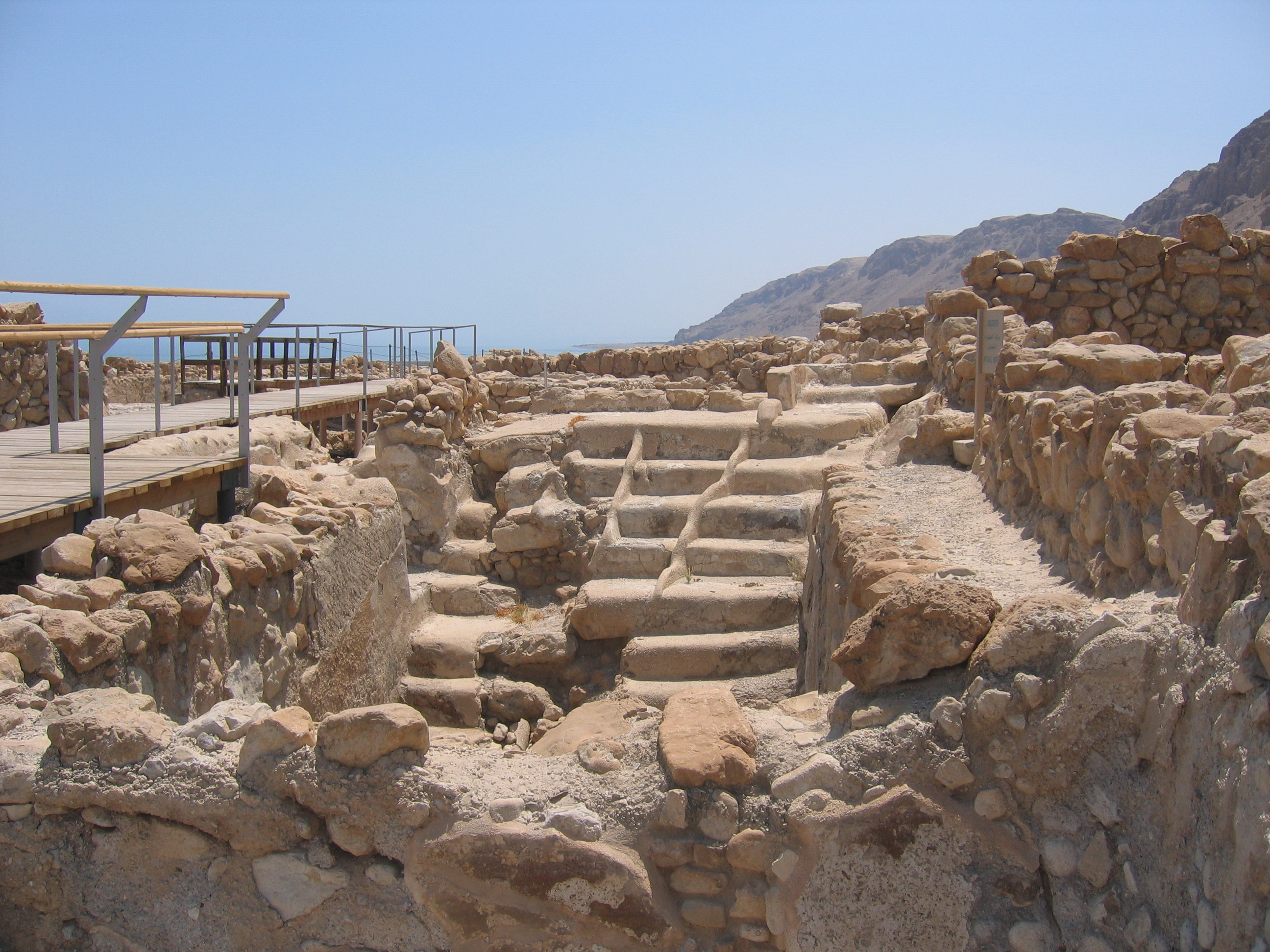
Watervoorziening of ritueel bad?

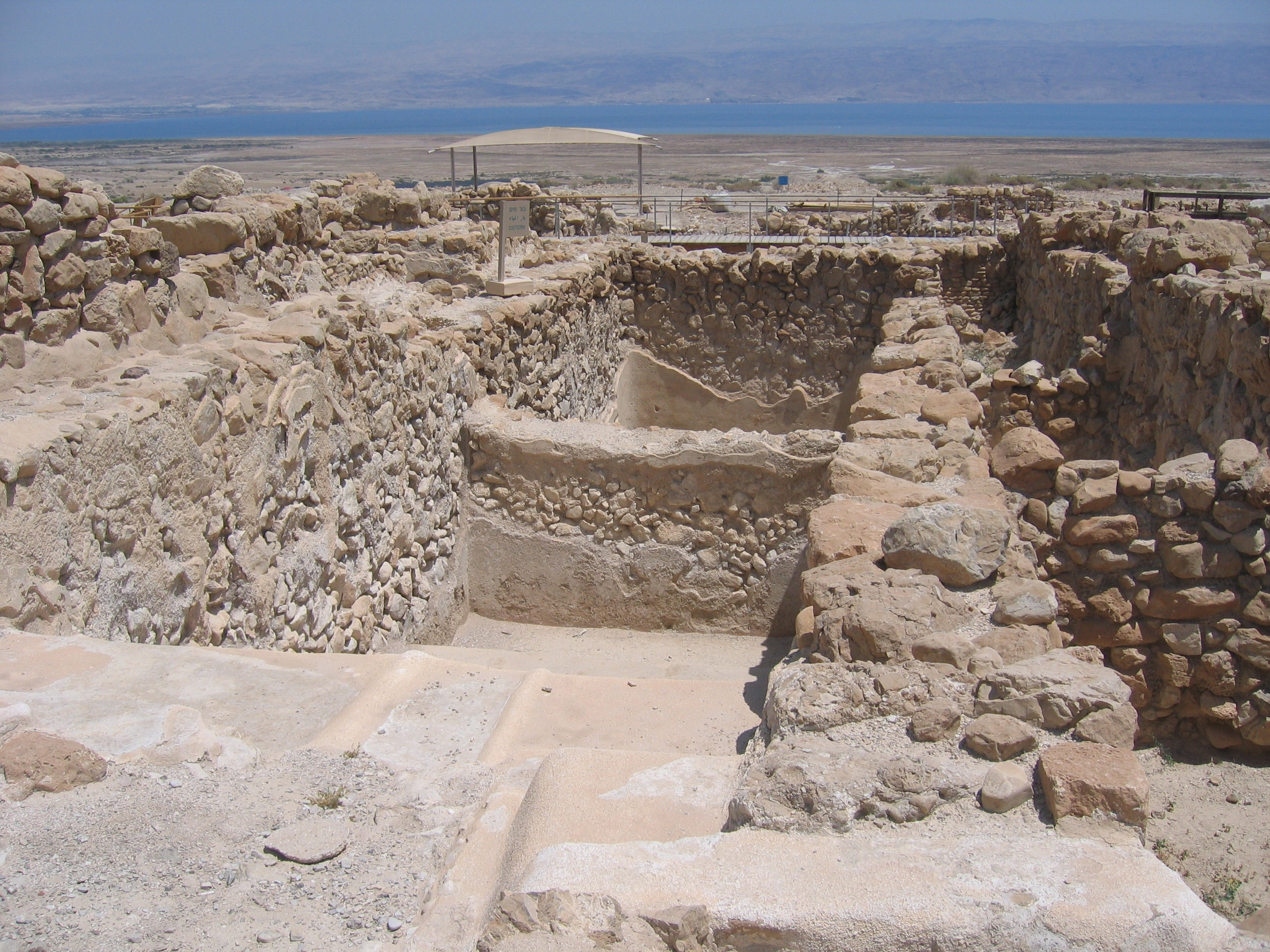
Watervoorziening of ritueel bad?

Volgens sommige onderzoekers laten de archeologische vondsten van Qumran niet het beeld zien van een ascetische, wereldmijdende kloosterbevolking. Zo zijn er luxe voorwerpen gevonden en op de grote begraafplaats overblijfselen van vrouwen en kinderen. Er zijn echter diverse theorieën om deze te verklaren. De meest waarschijnlijke verklaring is dat gedurende het meer dan 100-jarige bestaan van de sekte, zij jaarlijks werden bezocht door overige leden van de Essenen. Er zijn - in verhouding met resten van mannen - te weinig resten van vrouwen en kinderen gevonden om te veronderstellen dat het een "gewoon" dorp was.
Verband met de rollen?
Degenen die betwijfelen of Qumran bewoond werd door een Esseense kloosterorde, twijfelen er ook aan of de samenleving in Qumran iets met de Dode Zee-rollen te maken had. Zij suggereren dat de rollen uit de tempel van Jeruzalem afkomstig waren en in de woestijn in veiligheid gebracht toen een Romeinse belegering van Jeruzalem onafwendbaar leek. Van de honderden gevonden boekrollen zijn er maar twaalf waar één en dezelfde hand aan gewerkt heeft, wat er volgens hen op wijst dat de meeste niet in Qumran zijn vervaardigd. Sommigen wijzen op verschillen tussen wat we weten over de Essenen en de inhoud van de Dode Zee-rollen. De Essenen waren bijvoorbeeld pacifistisch en dit spreekt niet uit alle rollen.
De grootste moeilijkheid met deze afwijkende theorieën dat ze geen bevredigend alternatief geven op vragen als: wie woonden dan wel in Qumran? Op wie zijn de "Gemeenschapsregel" en vergelijkbare kloostervoorschriften dan wel van toepassing en waar woonden zij? Het enige alternatief van een Joodse kloostersekte dat de geschiedenis ons biedt, zijn de Therapeutae, maar die leefden in Egypte.